# روب هوبكينز
روب هوبكينز (بالإنجليزية: Rob Hopkins)‏ هو كاتب بريطاني، ولد في 1968 في لندن في المملكة المتحدة.

## وصلات خارجية
- روب هوبكينز على موقع IMDb (الإنجليزية)
- روب هوبكينز على موقع قاعدة بيانات الفيلم (الإنجليزية)